# Toyota Agya
Der Toyota Agya ist ein in Indonesien gebauter Kleinstwagen des japanischen Automobilherstellers Toyota, der in diversen Ländern Südostasiens, Afrikas und Lateinamerikas vermarktet wird.

## Agya B100 (2013–2023)
Vorgestellt wurde das fünftürige Fahrzeug 2012 auf der Indonesia International Motor Show in Jakarta als Toyota Agya und als etwas niedriger positionierten Daihatsu Ayla. Es basiert auf dem Daihatsu Mira e:S. Im September 2013 war der Marktstart der Baureihe auf dem indonesischen Markt. Auf einigen Märkten wurde das Fahrzeug ab Februar 2014 als Toyota Wigo und ausschließlich auf dem malaiischen Markt seit September 2014 als Perodua Axia verkauft. Im April 2017 und im März 2020 wurde das Fahrzeug überarbeitet.

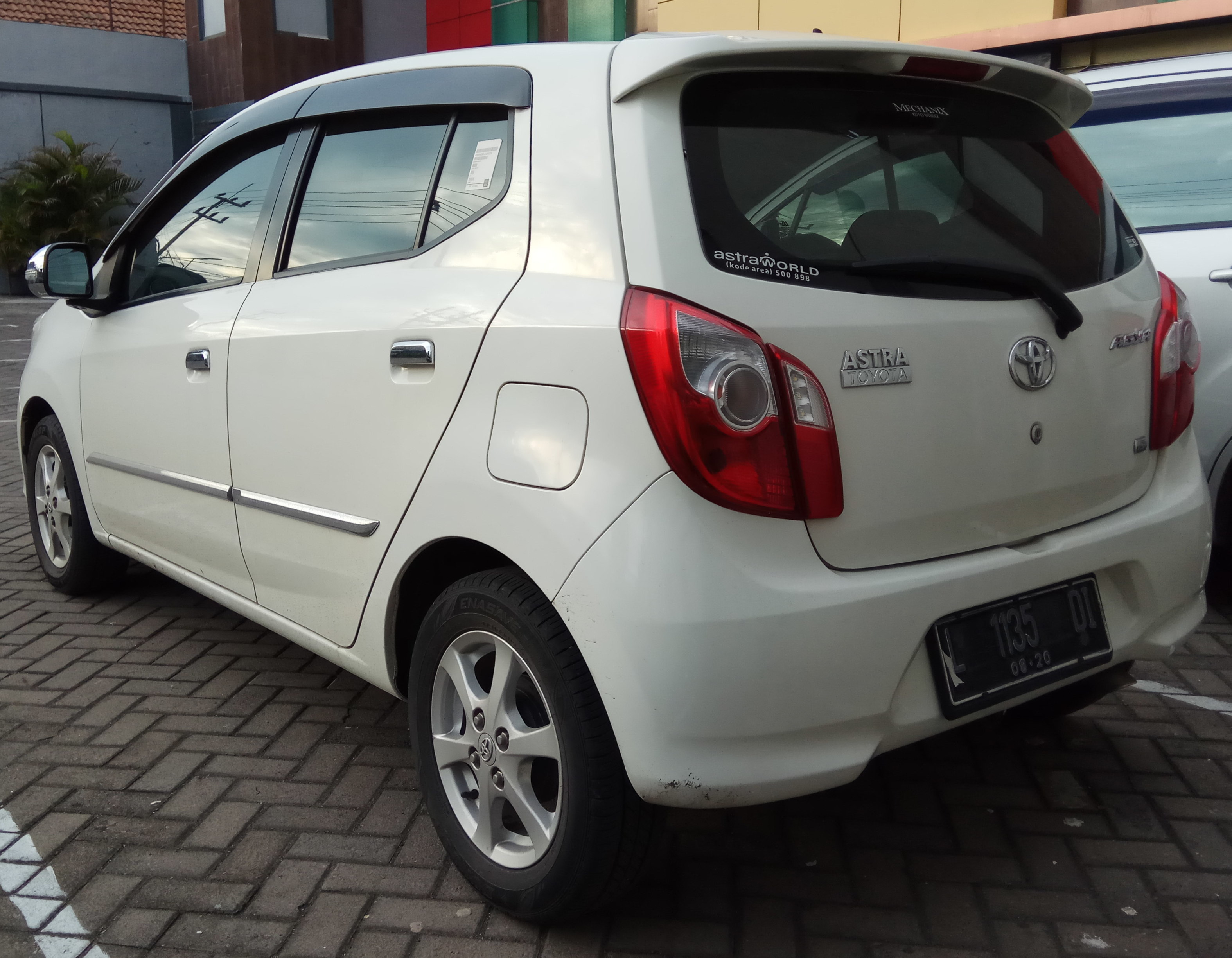
Heckansicht
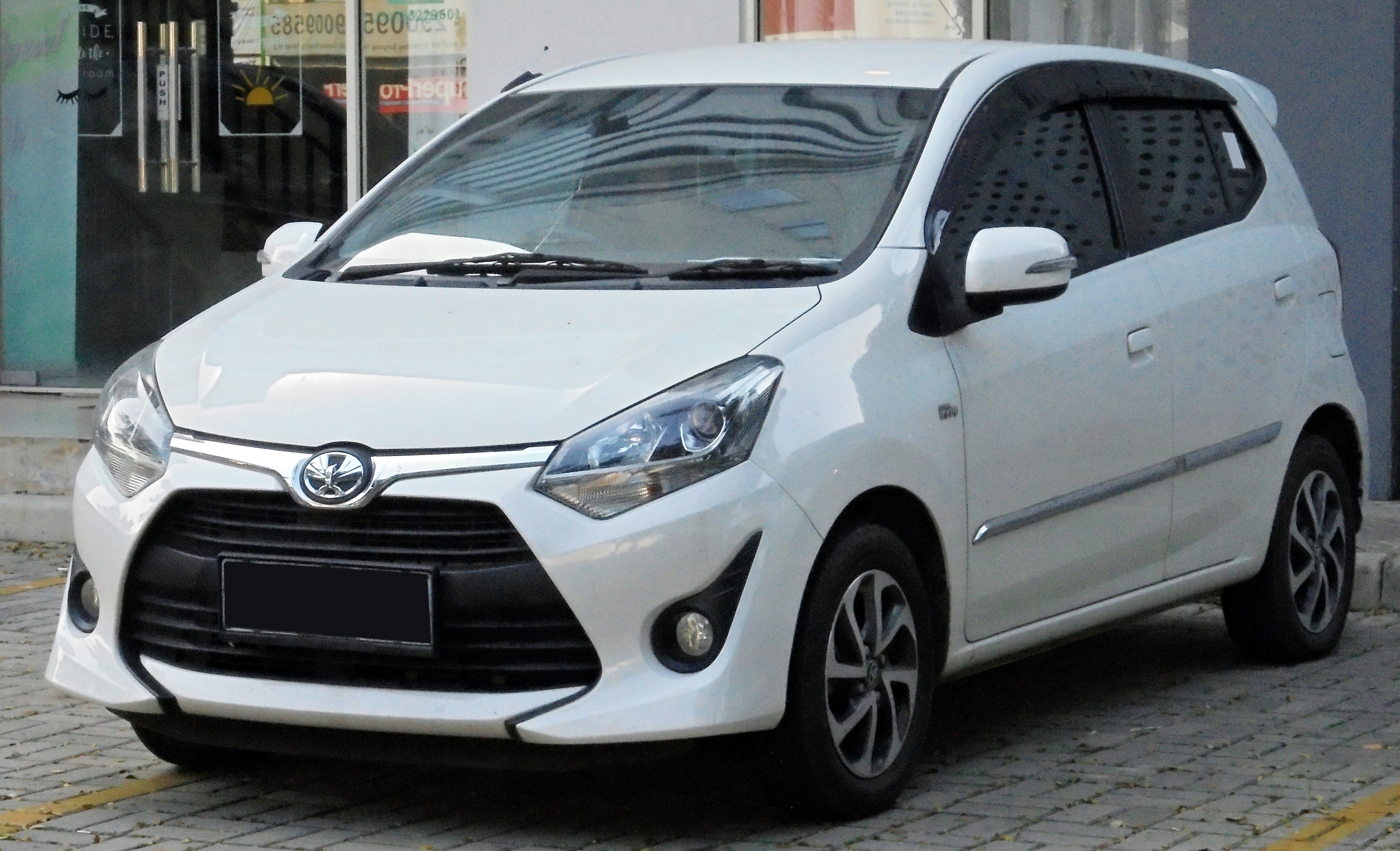
Toyota Agya (2017–2020)
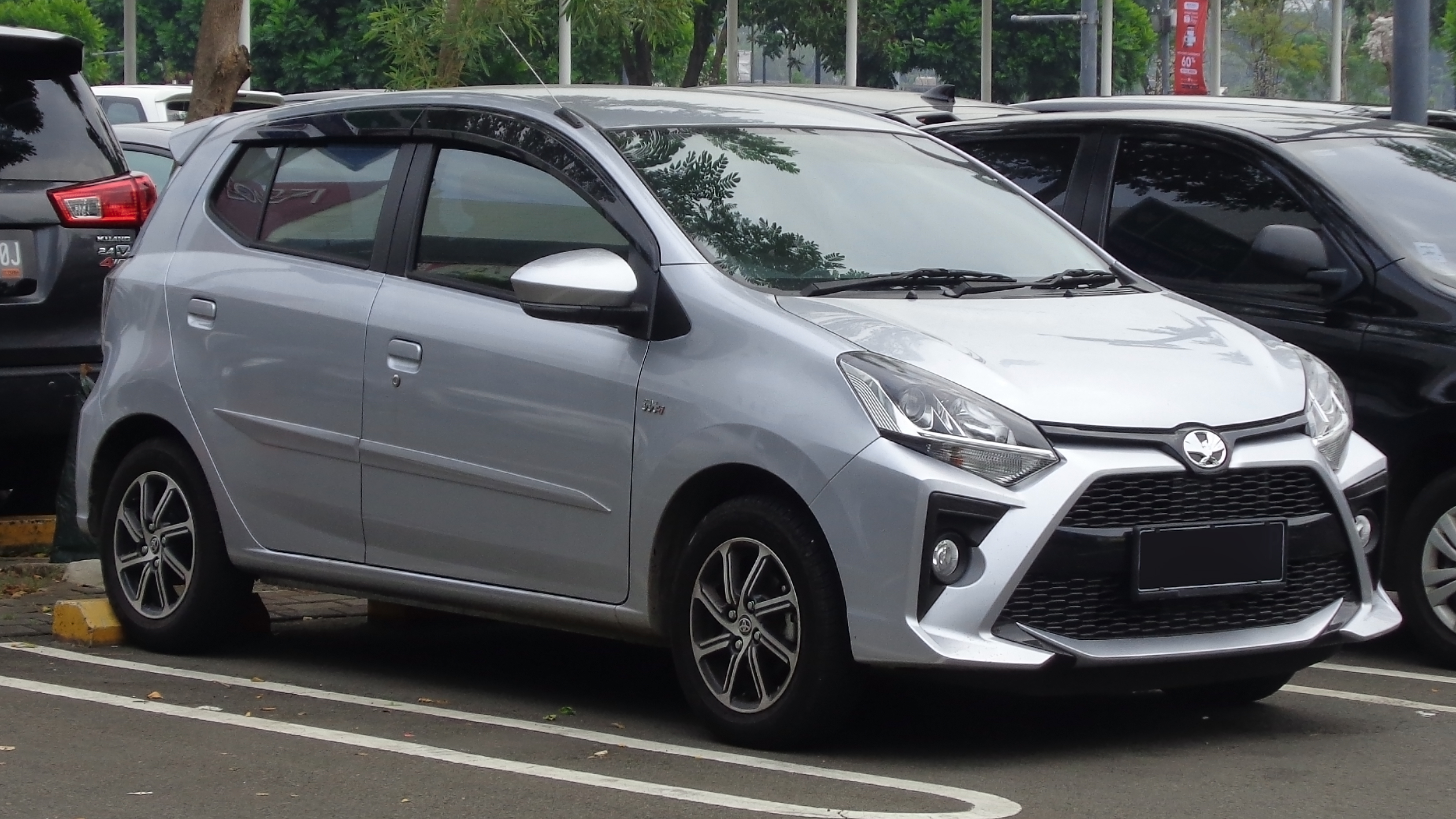
Toyota Agya (2020–2023)
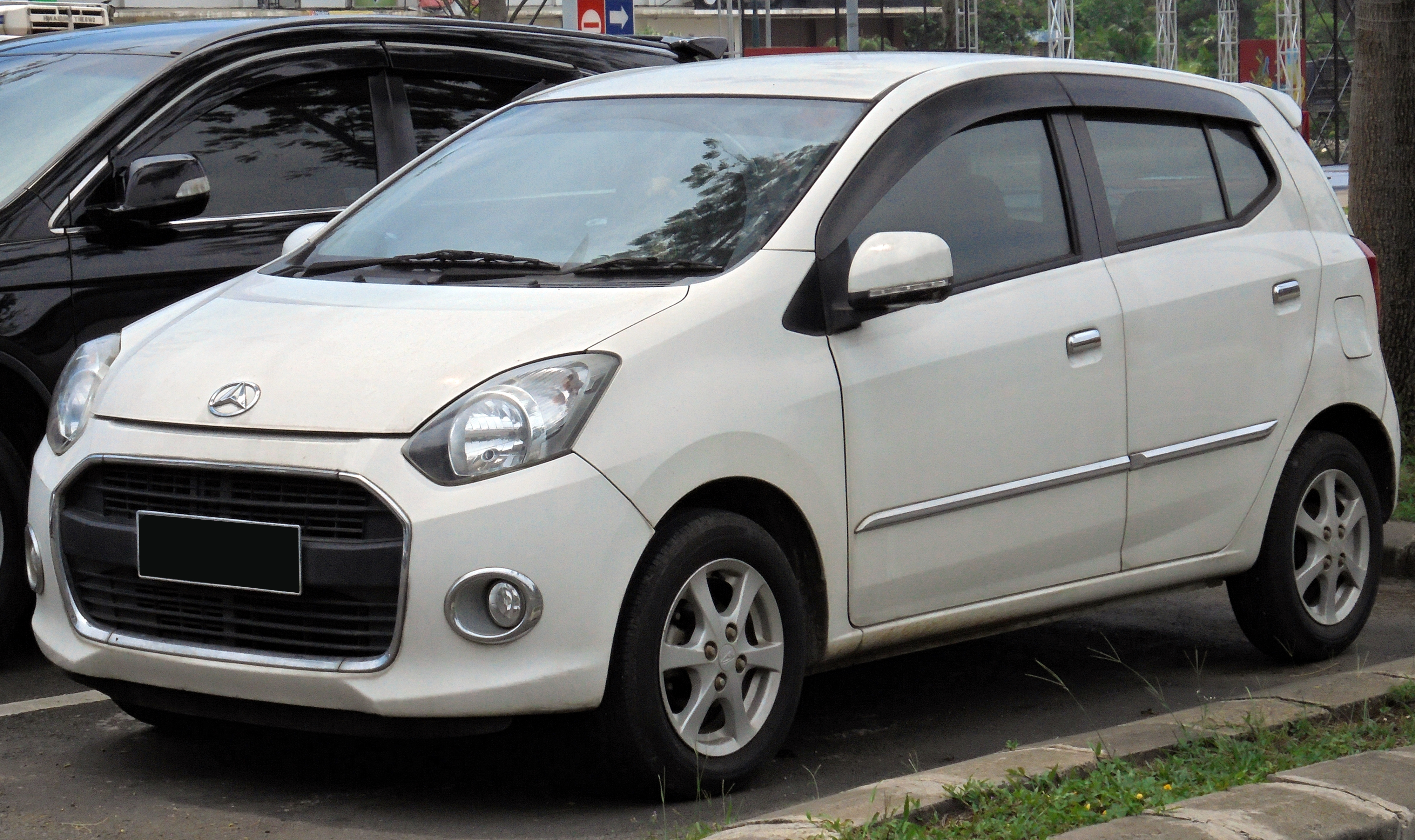
Daihatsu Ayla (2013–2017)
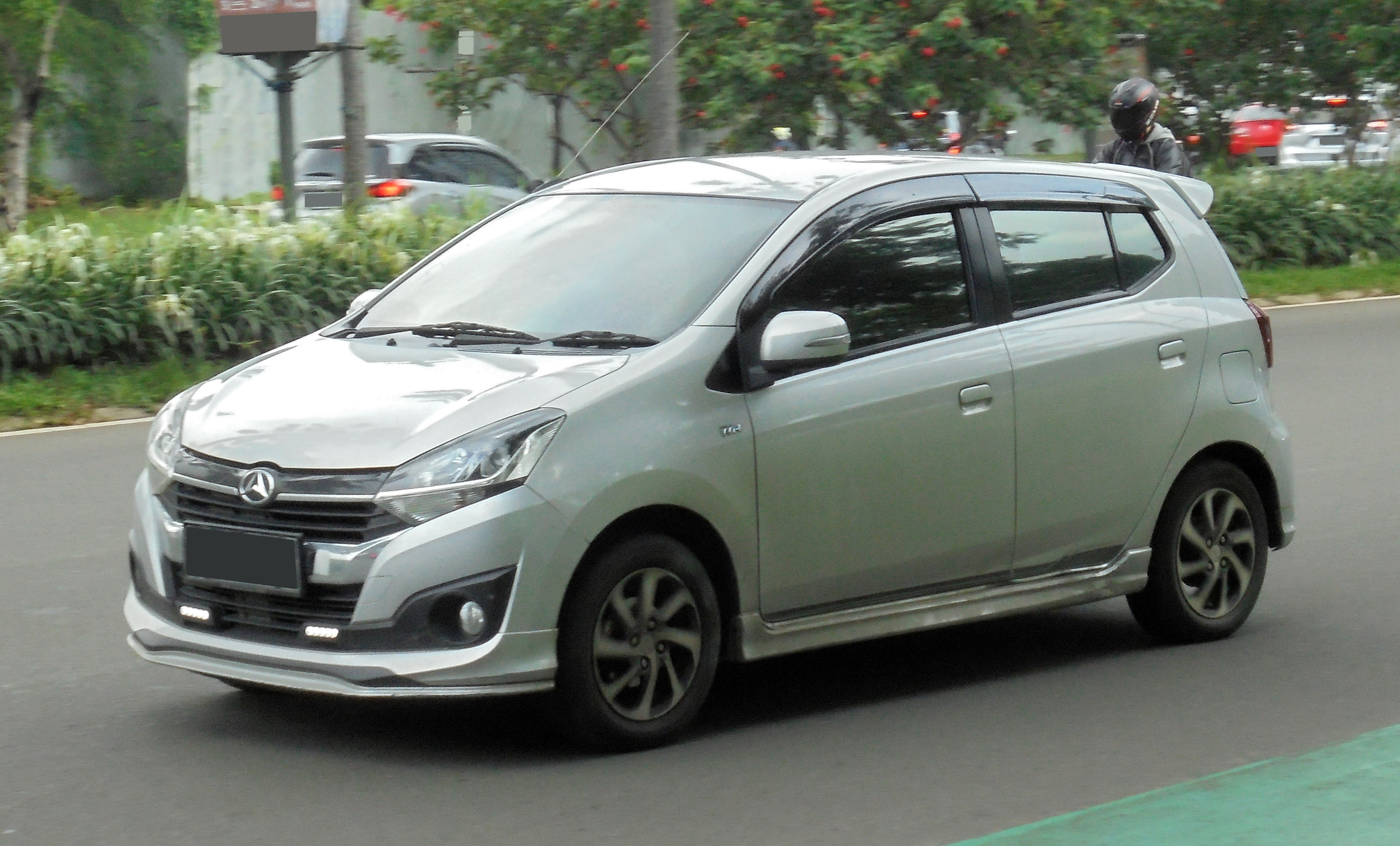
Daihatsu Ayla (2017–2020)
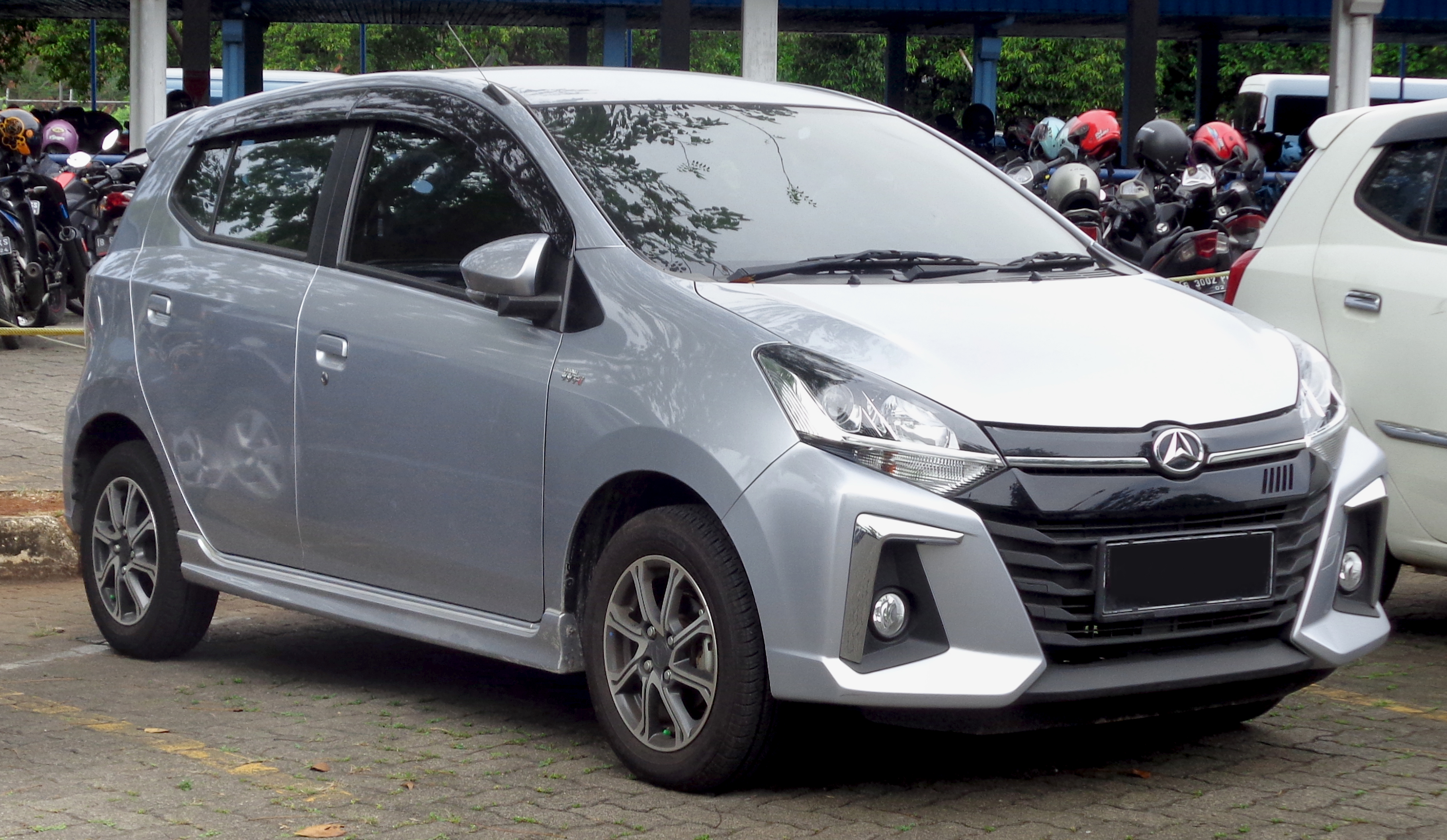
Daihatsu Ayla (2020–2023)

### Technische Daten
Angetrieben wird die Baureihe von einem 49 kW (67 PS) starken Einliter-Ottomotor. Ein 5-Gang-Schaltgetriebe war serienmäßig, gegen Aufpreis war ein 4-Stufen-Automatikgetriebe erhältlich. Mit dem Facelift 2017 kam zusätzlich ein 1,2-Liter-Ottomotor mit 49 kW (67 PS) in den Handel. An der Vorderachse kommt eine MacPherson-Radaufhängung und an der Hinterachse eine Verbundlenkerachse zum Einsatz.
| Kenngrößen                                  | 1.0                          | 1.2                          |
| Bauzeitraum                                 | 09/2013–03/2023              | 04/2017–03/2023              |
| Motorkenndaten                              |                              |                              |
| Motortyp                                    | R3-Ottomotor                 | R4-Ottomotor                 |
| Hubraum                                     | 998 cm³                      | 1197 cm³                     |
| Motoraufladung                              | —                            | —                            |
| max. Leistung                               | 49 kW (67 PS) bei 6000/min   | 65 kW (88 PS) bei 6000/min   |
| max. Drehmoment                             | 89 Nm bei 4400/min           | 108 Nm bei 4200/min          |
| Kraftübertragung                            |                              |                              |
| Antrieb, serienmäßig                        | Vorderradantrieb             | Vorderradantrieb             |
| Getriebe, serienmäßig                       | 5-Gang-Schaltgetriebe        | 5-Gang-Schaltgetriebe        |
| Getriebe, wahlweise                         | (4-Stufen-Automatikgetriebe) | (4-Stufen-Automatikgetriebe) |
| Messwerte                                   |                              |                              |
| Höchstgeschwindigkeit                       | 165 km/h (145 km/h)          | k. A. (k. A.)                |
| Beschleunigung, 0–100 km/h                  | 14,6 s (16,3 s)              | k. A. (k. A.)                |
| Kraftstoffverbrauch auf 100 km (kombiniert) | 4,8 l Super (4,9 l Super)    | k. A. (k. A.)                |
| CO2-Emissionen (kombiniert)                 | 112 g/km (115 g/km)          | k. A. (k. A.)                |
| Tankinhalt                                  | 33 l                         | 33 l                         |

* Werte in Klammern gelten für Modelle mit optionalem Getriebe

## Agya A350 (seit 2023)
Die zweite Generation der Baureihe wurde im Februar 2023 sowohl als Toyota Agya als auch als Daihatsu Ayla vorgestellt. Beide Modelle kamen im März 2023 in Indonesien auf den Markt. Es gibt wieder einen Einliter- und einen 1,2-Liter-Ottomotor, wobei für den Toyota – zumindest in Indonesien – nur der größere Motor angeboten wird.

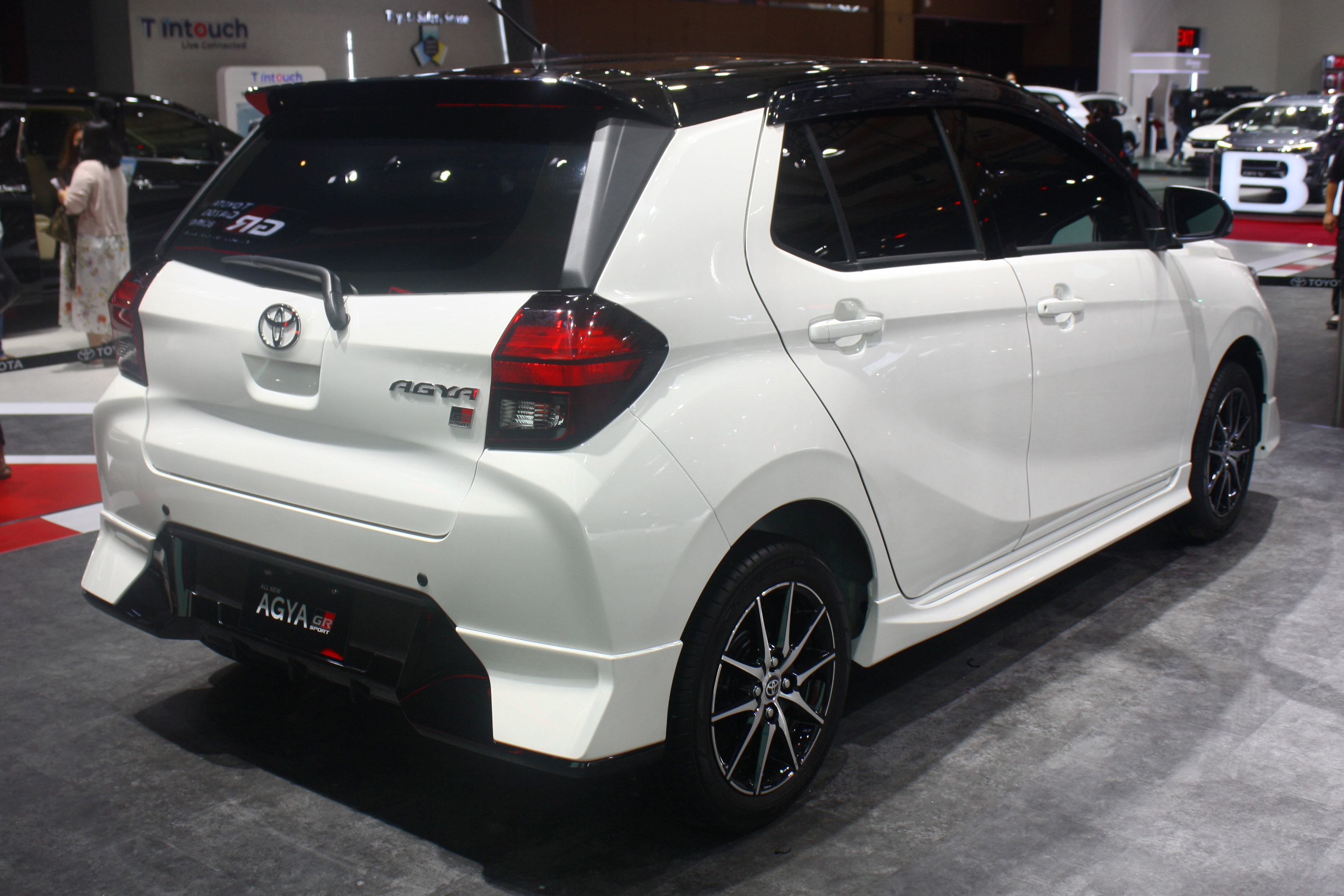
Heckansicht
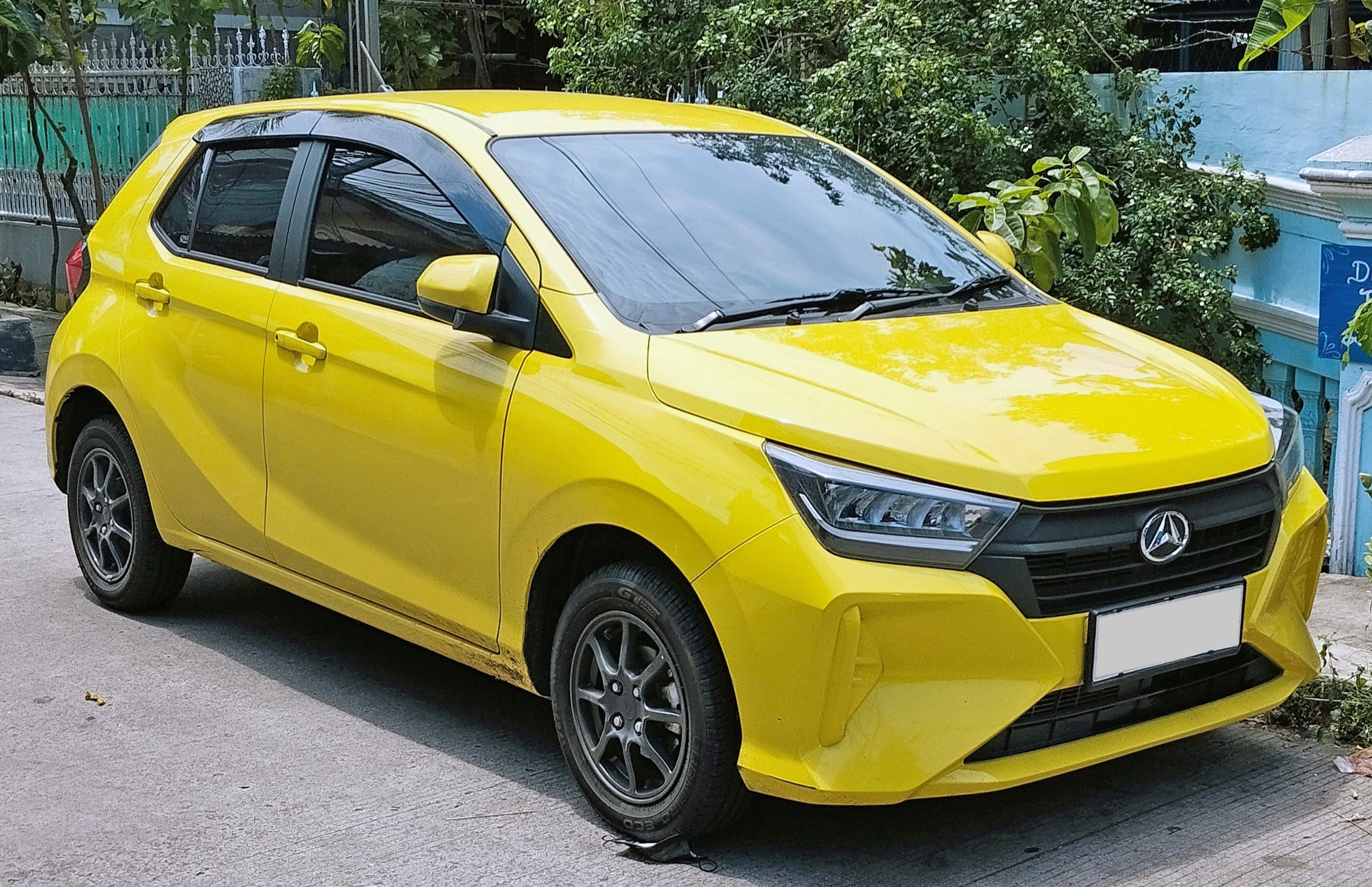
Daihatsu Ayla (seit 2023)
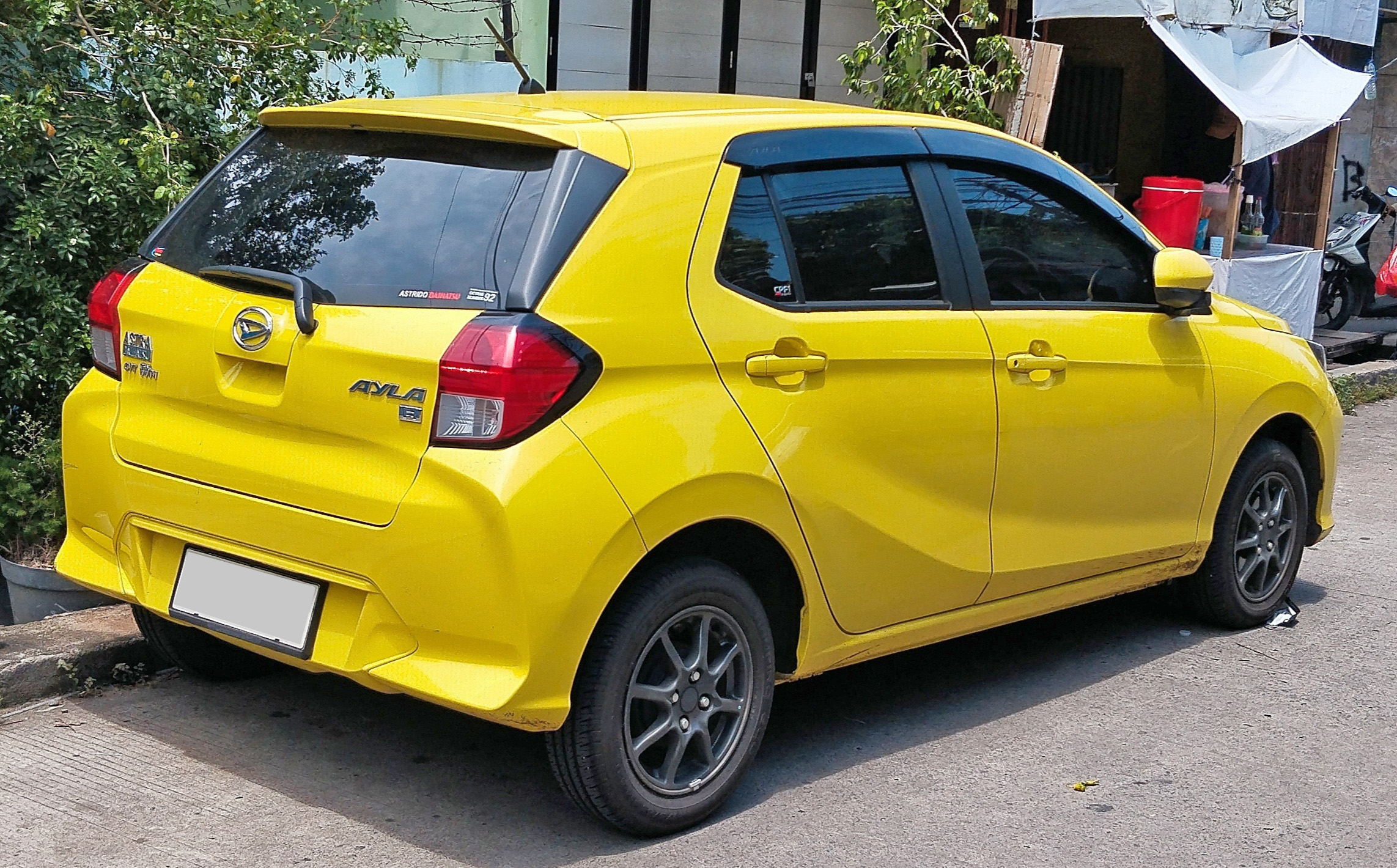
Heckansicht

### Technische Daten
| Kenngrößen                                  | 1.0                        | 1.2                        |
| Bauzeitraum                                 | seit 03/2023               | seit 03/2023               |
| Motorkenndaten                              |                            |                            |
| Motortyp                                    | R3-Ottomotor               | R3-Ottomotor               |
| Hubraum                                     | 998 cm³                    | 1198 cm³                   |
| Motoraufladung                              | —                          | —                          |
| max. Leistung                               | 49 kW (67 PS) bei 6000/min | 65 kW (88 PS) bei 6000/min |
| max. Drehmoment                             | 89 Nm bei 4400/min         | 113 Nm bei 4500/min        |
| Kraftübertragung                            |                            |                            |
| Antrieb, serienmäßig                        | Vorderradantrieb           | Vorderradantrieb           |
| Getriebe, serienmäßig                       | 5-Gang-Schaltgetriebe      | 5-Gang-Schaltgetriebe      |
| Getriebe, wahlweise                         | (Stufenloses Getriebe)     | (Stufenloses Getriebe)     |
| Messwerte                                   |                            |                            |
| Höchstgeschwindigkeit                       | k. A. (k. A.)              | k. A. (k. A.)              |
| Beschleunigung, 0–100 km/h                  | k. A. (k. A.)              | k. A. (k. A.)              |
| Kraftstoffverbrauch auf 100 km (kombiniert) | k. A. (k. A.)              | k. A. (k. A.)              |
| CO2-Emissionen (kombiniert)                 | k. A. (k. A.)              | k. A. (k. A.)              |
| Tankinhalt                                  | 36 l                       | 36 l                       |

* Werte in Klammern gelten für Modelle mit optionalem Getriebe